# Захарчук, Андрей Николаевич
Андрей Николаевич Захарчук (1974—1995) — прапорщик морской пехоты, участник Первой чеченской войны, Герой Российской Федерации (1995).

## Биография
Родился 22 июля 1974 года в городе Ачинске Красноярского края. Окончил среднюю школу в селе Большой Улуй Большеулуйского района. В ноябре 1992 года был призван на службу в Военно-морской флот, служил фельдшером полка морской пехоты 55-й дивизии морской пехоты Тихоокеанского флота. В 1994 году он окончил школу техников при 51-м учебном отряде подводного плавания Тихоокеанского флота во Владивостоке. С апреля 1995 года принимал участие в Первой чеченской войне, в звании мичмана командовал инженерно-сапёрным взводом.
26 мая 1995 года полк, в котором служил Захарчук, вёл наступление в районе Шали — Агишты. Морские пехотинцы прорывались через укреплённую вражескую оборону в горных районах с многочисленными минными полями, вкопанной в землю бронетехникой и железобетонными сооружениями. Захарчук двигался впереди наступающих подразделений, снимания мины, несмотря на массированный огонь противника. Когда несколько бойцов взвода Захарчука получили ранения, он вынес их с поля боя, но и сам был тяжело ранен. 28 мая 1995 года он скончался от полученных ранений в госпитале. Похоронен в селе Большой Улуй.

## Награды
Указом Президента Российской Федерации от 1 декабря 1995 года за «мужество и героизм, проявленные при выполнении специального задания» мичман Андрей Захарчук посмертно был удостоен высокого звания Героя Российской Федерации.

## Память
- В честь Андрея Захарчука названа библиотека в Большом Улуе и одна из улиц во Владивостоке.
- В Ачинске была установлена мемориальная доска а также названа улица в честь Андрея Захарчука[2].
- В Большом Улуе было установлено две памятных мемориальных доски: одна была установлена на стенах дома по улице Давыдова, где жил Андрей Захарчук, вторая — на территории Большеулуйской средней школы, которую Андрей Захарчук окончил.[3]